# Rhinopias argoliba
Rhinopias argoliba és una espècie de peix pertanyent a la família dels escorpènids.

## Descripció
- Fa 15 cm de llargària màxima.[5][6]

## Alimentació
Menja peixos i crancs.

## Hàbitat
És un peix marí, demersal i de clima temperat que viu a indrets rocallosos.

## Distribució geogràfica
Es troba al Pacífic nord-occidental: la badia de Sagami (el Japó).

## Observacions
És inofensiu per als humans.